# Eleanor Vachell
Eleanor Vachell (* 8. Januar 1879 in Cardiff; † 6. Dezember 1948 ebenda) war eine  britische Botanikerin aus Wales. Sie galt als führend in der Kenntnis der Pflanzenwelt der Britischen Inseln und wurde als erste Frau Präsidentin der Cardiff Naturalists’ Society sowie Vorstandsmitglied und Beirätin des National Museum Cardiff, das Teil des dezentralen National Museum Wales ist. Ihr botanisches Autorenkürzel lautet Vachell.

## Werdegang
Eleanor Vachell wurde als Tochter des Arztes Charles Tanfield Vachell und dessen Ehefrau Winifred Vachell, geb. Evans, geboren. Ihr Vater weckte bereits in jungen Jahren ihr Interesse für die  Feldbotanik. Sie unternahm mit ihm zahlreiche botanische Exkursionen, die sich von Schottland über Irland bis nach Kontinentaleuropa erstreckten. Im Alter von 12 Jahren begann sie, ein botanisches Tagebuch zu führen. Ihr Anliegen war, alle Pflanzenarten Großbritanniens, die in die einschlägige Literatur aufgenommen worden waren, mit eigenen Augen in ihrer natürlichen Umgebung zu beobachten. So kennzeichnete sie jede von ihr entdeckte Pflanzenart in dem entsprechenden Buch. Bis zu ihrem Lebensende verblieben lediglich 13 Pflanzenarten ohne Vermerk.
Eleanor Vachell besuchte zunächst eine kleine Schule in Cardiff. Sie setzte ihre Ausbildung dann in Malvern fort und ging daraufhin nach Brighton an das St. John’s College. Eine formale Ausbildung im Bereich der Botanik ist in den Quellen nicht dargelegt.

## Wirken

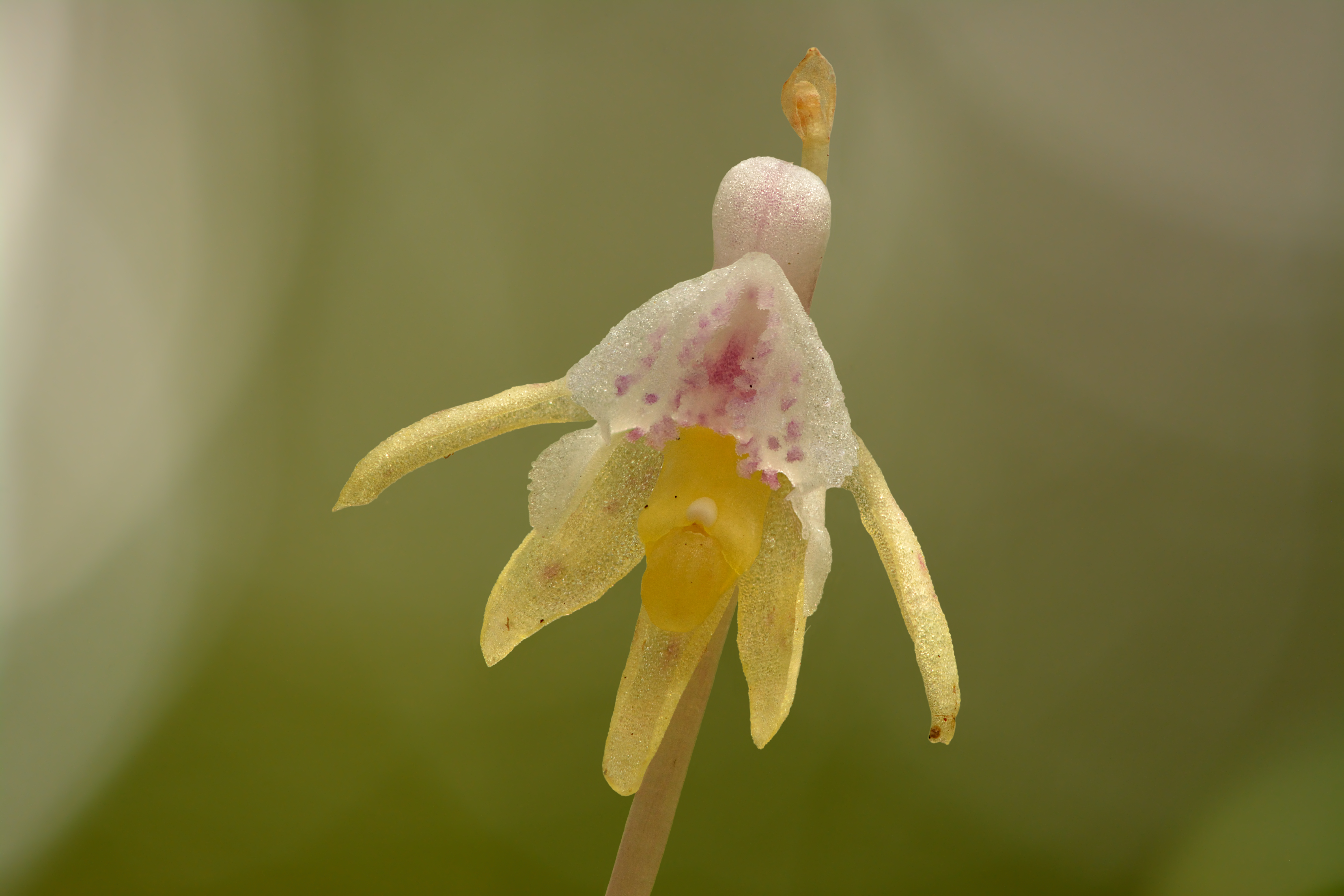
Epipogium aphyllum

Eleanor Vachell war als Kennerin der Flora Großbritanniens weithin anerkannt. Ein besonderes Augenmerk legte sie auf die Pflanzenwelt ihres Heimatcountys Glamorgan. Hierzu publizierte sie mehrere Fachbeiträge in wissenschaftlichen Zeitschriften. Sie hat drei Pflanzenarten erstbeschrieben. 1926 gelang es ihr, ein Stück des Rhizoms der sehr seltenen Orchideenart Epipogium aphyllum aufzuspüren, das bis vor kurzem der einzige Beleg zum Vorkommen in Großbritannien war. Ihr botanisches Tagebuch, das sie bis zu ihrem Lebensende führte, gibt die Geschichte ihrer botanischen Erlebnisse mit ihren Freunden und führenden Botanikern ihrer Zeit wieder. Beschrieben sind beispielsweise Exkursionen, die dem Fund bestimmter Spezies der Gattungen Phyllodoce oder Cypripedium dienten, zu der zum Beispiel der Frauenschuh gehört. Auch gibt das Buch Einblick in die Gepflogenheiten des Botanic Exchange Clubs in der Zeit zwischen den Kriegen und danach. Ihr Herbarium, das als eines der umfangreichsten unter britischen Botanikern gilt, hinterließ sie dem Museum of Wales.

## Ämter und Ehrungen
Eleanor Vachell wurde 1925 als erste Frau zum Mitglied des Vorstands und Beirats des Nationalen Museums von Wales gewählt. Sie bekleidete zweimal das Amt der Vorsitzenden der Forschungskommission des Museums. Sie hatte 1936 ebenfalls als erste Frau die Präsidentschaft der Cardiff Naturalists’ Society inne. Im Jahr 1917 wurde sie in die Linnean Society aufgenommen. Anlässlich einer Ausstellung des Garden of Wales zum Internationalen Frauentag 2012 mit dem Titel Inspiration Botanists – Women of Wales, die den Beitrag von Frauen zur botanischen Wissenschaft mit Bezug auf Wales dokumentierte, wurde Eleanor Vachell zusammen mit zwölf weiteren Frauen gewürdigt.